# Theophylaktos Rhangabe (Mitkaiser)

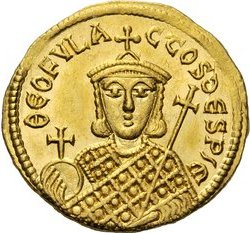
Theophylaktos auf dem Revers eines Solidus seines Vaters Michael I.

Theophylaktos Rhangabe (mittelgriechisch Θεοφύλακτος ὁ Ραγκαβές, als Mönch Eustratios; * 793; † 15. Januar 849 auf der Insel Plati oder Proti) war von 811 bis 813 byzantinischer Mitkaiser.

## Leben
Theophylaktos war der älteste Sohn des Kuropalates und späteren Kaisers Michael Rhangabe und der Prokopia, einer Tochter Nikephoros’ I. Er hatte zwei Brüder Staurakios und Niketas (der spätere Patriarch Ignatios) sowie zwei Schwestern Georgo und Theophano. Sein gleichnamiger Großvater Theophylaktos Rhangabe, der die Würde eines Patrikios bekleidet hatte, war 780 am gescheiterten Usurpationsversuch des Kaisars Nikephoros gegen Irene und Konstantin VI. beteiligt gewesen.
Michael Rhangabe wurde Anfang Oktober 811 in einer Revolte gegen seinen Schwager Staurakios zum Basileus erhoben. Damit avancierte Theophylaktos zum Thronfolger und wurde am 25. Dezember 811 in der Hagia Sophia, gemeinsam mit seinem Bruder Staurakios, zum Mitkaiser gekrönt. Im Zuge der Anerkennung Karls des Großen als römischer Kaiser im Westen wurde auch über eine Verheiratung Theophylaktos’ mit einer fränkischen Prinzessin verhandelt.
Am 11. Juli 813 riefen die Truppen vor der Hauptstadt den Patrikios und Strategen des Themas Anatolikon Leon zum Kaiser aus. Michael I. dankte ab und trat in den Mönchsstand, desgleichen Theophylaktos, der ebenso wie sein Bruder Niketas zwangsweise kastriert wurde (und somit nicht mehr Kaiser werden bzw. bleiben konnte); Staurakios war zu diesem Zeitpunkt bereits tot. Vom neuen Kaiser wurde ihnen die Insel Plati (bei Zonaras: Proti) im Marmarameer als Aufenthaltsort zugewiesen. Dort lebte Theophylaktos unter dem Mönchsnamen Eustratios bis zu seinem Tod am 15. Januar 849.